# 石田凛音
石田 凛音（いしだ りおん、2008年2月24日 - ）は、日本の子役、女優、YouTuber。クラージュキッズ所属。YouTubeチャンネル「りおんチャンネル」を開設。チャンネル登録者数は12.2万人。雑誌キューガル元専属モデル。

## 出演

### テレビドラマ
- 小さな巨人 第6話（2017年5月21日、TBS）
- 定年女子（2017年7月9日 - 8月27日、NHK BSプレミアム）
- ウルトラマンジード（2017年、テレビ東京）
- 今からあなたを脅迫します（2017年、日本テレビ）
- 花のち晴れ〜花男 Next Season〜 第4話 （2018年5月8日、TBS）
- ラブホの上野さん Season2（2018年、フジテレビ）
- 義母と娘のブルース 第1話 - 第6話（2018年7月10日 - 8月16日、TBS系） - クラスメイト 役
- 絶対零度〜未然犯罪潜入捜査〜 第9話（2018年9月3日、フジテレビ）  - 森岡翠 役
- 中学聖日記 第6話 - 第8話（2018年11月13日 - 11月27日、TBS） - 橘彩乃 役
- ハケン占い師アタル 第1話（2019年1月17日、テレビ朝日系） - 神田和実（小学生時代）の友達 役
- 向かいのバズる家族 第1話・最終話（2019年4月5日・6月7日、読売テレビ制作・日本テレビ） - キララ 役
- 4分間のマリーゴールド 第6話・第8話（2019年11月15日・29日、TBS） -  高木ゆき 役
- 病室で念仏を唱えないでください 第4話（2020年2月7日、TBS） -  品川愛羅 役
- 未解決の女 警視庁文書捜査官 Season2 第4話（2020年8月27日、テレビ朝日）- 佐田彩子（幼少期）役
- ウチの娘は、彼氏が出来ない!! 第3話（2021年1月27日、日本テレビ）- 碧（幼少期）をいじめる女子 役
- 着飾る恋には理由があって 第7話（2021年6月1日、TBS）- 松下麻帆 役
- マイ・セカンド・アオハル 第1話（2023年10月17日、TBS）- 白玉加奈子（幼少期） 役
- 柚木さんちの四兄弟。第23話（2024年7月3日、NHK）- カナオミカゲ 役

### 映画
- キスできる餃子 （2018年6月22日公開、ブロードメディア・スタジオ) - 陽子（幼少期）役
- 私の人生なのに   (2018年7月14日公開、プレシディオ) - エキストラ
- 町田くんの世界　(2019年6月7日公開、ワーナー・ブラザーズ）- 10歳の猪原奈々（関水渚の幼少期）役

### テレビ
- マサカの衝撃事件　再現VTR（TBS）
- 凄技！仮スマ動画　NTV
- 香取慎吾と願いを叶えるクリスマス大作戦　ゲスト出演　中京テレビ

WEB、CM
- BANDAI「HUGっとプリキュア お世話*たっぷり おしゃべりはぐたん」の声
- 聖教新聞「しおり」篇
- インフォマーシャル
- タキヒヨー株式会社

### 雑誌
- Cuugal（東京ニュース通信社）[4]

SNS・YouTube
- TikTok
- instagram
- Twitter